# Grade universitaire au Canada
Voici une liste des grades universitaires que l'on retrouve au Canada.

## Canada anglophone

### Bachelor
Selon la tradition anglo-saxonne, le titulaire d'un ''Bachelor'' peut inscrire l'abréviation de son diplôme après son nom. Cette pratique est notamment d'usage sur les cartes de visite dans certaines entreprises. Par exemple, « Jack Smith BA, MCP » est titulaire d'un Bachelor ès arts, ainsi que d'une maîtrise en urbanisme (Master of City Planning). Étant donné la multitude de ''Bachelor'' dans le monde, les abréviations sont tout aussi nombreuses.
Au niveau du Bachelor, en voici parmi les plus courantes :
- BA, AB — Bachelor of Arts (Artium Baccalaureus) ;
- BAA, BBA - Bachelor of Business Administration ;
- BAV, Bachelor en arts visuels ;
- BS, BSc, SB, ScB — Bachelor of Science (Scientiæ Baccalaureus) ;
- BArch — Bachelor en architecture ;
- BFA — Bachelor of Fine Arts ;
- BEd, BSE — Bachelor en éducation ;
- LLB, LLL, BCL — Bachelor of Laws (common et/ou civil) ; Bachelor of Civil Law
- BN, BNurs — Bachelor en sciences infirmières ;
- MB BChir, BM BChir — Bachelors of Medicine and Surgery ;
- BM, BMus — Bachelor en musique ;
- BDes — Bachelor en design ;
- BEng — Bachelor en génie ;
- B.Ing. - Bachelor en ingénierie ;
- Bachelor of Social Science
- Bachelor of Science in Information Technology
- BTh, BD — Bachelor of Divinity ;
- BPharm — Bachelor en pharmacie.

Certaines écoles peuvent choisir de créer de nouveaux diplômes pour accommoder de nouveaux programmes. Elles peuvent également les inclure dans un diplôme déjà existant ou amender l'abréviation. Par exemple, un Bachelor ès sciences spécialisé en psychologie pourrait s'abréger BSc(Psych).

## Canada francophone

### Baccalauréat
| B.A.           | baccalauréat en arts                                     |
| B.A.A.         | baccalauréat en administration des affaires              |
| B.A.D.         | baccalauréat en art dramatique                           |
| B.A.V.         | baccalauréat en arts visuels                             |
| B.Appl.Agrof.  | baccalauréat appliqué en agroforesterie                  |
| B.Appl.I.T.    | baccalauréat en intervention touristique                 |
| B.Appl.Sc.L.M. | baccalauréat appliqué en sciences de laboratoire médical |
| B.Appl.T.R.    | baccalauréat appliqué en techniques radiologique         |
| B.Appl.Thér.R. | baccalauréat appliqué en thérapie respiratoire           |
| B.B.A.         | baccalauréat en beaux-arts                               |
| B.Com.         | baccalauréat en commerce                                 |
| B.E.P.S.       | baccalauréat en éducation physique en santé              |
| B.Ed           | baccalauréat en éducation                                |
| B.Ing ou B.Eng | baccalauréat en ingénierie ou baccalauréat en génie      |
| B. Env.        | baccalauréat en environnement                            |
| B.Éth.         | baccalauréat en éthique                                  |
| B.G.I.         | baccalauréat en gestion de l'information                 |
| B.I.A.         | baccalauréat en informatique appliquée                   |
| B.Jour.        | baccalauréat en journalisme                              |
| B.Mus.         | baccalauréat en musique                                  |
| B.Réc.         | baccalauréat en récréologie                              |
| B.Sc.          | baccalauréat en sciences                                 |
| B.S.S.         | baccalauréat en service social                           |
| B.Sc.A.        | baccalauréat en sciences appliquées                      |
| B.Sc.F.        | baccalauréat en sciences forestières                     |
| B.Sc.Inf.      | baccalauréat en sciences infirmières                     |
| B.Sc.Kin.      | baccalauréat en kinésiologie                             |
| B.Sc.P.T.      | baccalauréat en sciences de la physiothérapie            |
| B.Sc.S.        | baccalauréat en sciences de la santé                     |
| B.Sc.Soc.      | baccalauréat en sciences sociales                        |
| B.T.S.         | baccalauréat en travail social                           |
| B.Th.          | baccalauréat en théologie                                |
| B.Urb.         | baccalauréat en urbanisme                                |
| LL.B.          | baccalauréat en droit                                    |

### Diplôme d'études supérieures
| D.E.A.   | Diplôme d'études approfondies             |
| D.E.S.   | Diplôme d'études supérieures              |
| D.E.S.S. | Diplôme d'études supérieures spécialisées |

### Maîtrise
| LL.M.       | maîtrise en droit                                                                         |
| M.A.        | maîtrise ès arts                                                                          |
| M.A.Éd.     | maîtrise ès arts en éducation                                                             |
| M.A.O.      | maîtrise ès arts en orientation                                                           |
| M.A.P.      | maîtrise en administration publique                                                       |
| M.A.Ps.     | maîtrise ès arts en psychologie                                                           |
| M.AGU.      | maîtrise en analyse de gestion urbaine                                                    |
| M.Adm.      | maîtrise en administration                                                                |
| M.Arch.     | maîtrise en architecture                                                                  |
| M.ATDR      | maîtrise en aménagement du territoire et développement régional                           |
| M.B.A.      | maîtrise en administration des affaires (de l'anglais, Master in Business Administration) |
| M.E.E.      | maîtrise en études de l'environnement                                                     |
| M.Éd.       | maîtrise en éducation - administration de l'éducation                                     |
| M.Env.      | maîtrise en environnement                                                                 |
| M.Fisc      | maîtrise en fiscalité                                                                     |
| M.Fr.       | maîtrise en français                                                                      |
| M.G.P.      | maîtrise en gestion de projet                                                             |
| M.Ing.      | maîtrise en génie ou maîtrise en ingénierie                                               |
| M.Mus.      | maîtrise en musique                                                                       |
| M.O.        | maîtrise en orientation                                                                   |
| M.P.O.      | maîtrise professionnelle en orthophonie                                                   |
| M.S.I.      | maîtrise en sciences de l'information                                                     |
| M.Sc.       | maîtrise ès sciences                                                                      |
| M.Sc.A.     | maîtrise ès sciences appliquées                                                           |
| M.Sc.A.     | maîtrise en aménagement                                                                   |
| M.Sc.F.     | maîtrise ès sciences forestières                                                          |
| M.Sc.Géogr. | maîtrise en sciences géographiques                                                        |
| M.Sc.Inf.   | maîtrise en science infirmière                                                            |
| M.Serv.Soc. | maîtrise en service social                                                                |
| M.T.S.      | maîtrise en travail social                                                                |
| M.Th.       | maîtrise en Théologie                                                                     |
| M.Urb.      | maîtrise en urbanisme                                                                     |

### Doctorat
| D.A.            | doctorat ès arts                                  |
| D.ès.L.         | doctorat ès lettres                               |
| D.B.A.          | doctorat en administration des affaires           |
| D.P.M.          | doctorat de premier cycle en médecine podiatrique |
| D.P.C           | doctorat de premier cycle en chiropratique        |
| D.M.D.          | doctorat de premier cycle en médecine dentaire    |
| D.M.P.          | doctorat en management de projets                 |
| D.Mus.          | doctorat en musique                               |
| D.Psy. ou D.Ps. | doctorat en psychologie clinique                  |
| D.Th.           | doctorat en théologie                             |
| D.Th.P.         | doctorat en théologie pratique                    |
| D.V.M.          | doctorat de premier cycle en médecine véterinaire |
| Ed.D.           | doctorat en éducation                             |
| J.D.            | doctorat de deuxième cycle en droit               |
| LL.D.           | doctorat en droit                                 |
| M.D.            | doctorat de premier cycle en médecine             |
| O.D.            | doctorat de premier cycle en optométrie           |
| Pharm.D.        | doctorat de premier cycle en pharmacie            |
| Ph.D.           | doctorat ou philosophiæ doctor                    |